# Aleksandr Sats
Aleksandr Ígorevich Sats Александр Игоревич Сац (Moscú, 1941 - 18 de enero de 2007), pianista ruso.
Nacido en el seno de una familia de intelectuales, su carrera musical ha sido poco usual ya que no comenzó a estudiar música de manera profesional hasta la edad de 14 años, momento en el que empezó a tomar lecciones de piano con Leonid Brumberg, quien fue alumno y asistente del legendario Heinrich Neuhaus. Después de solo un año de práctica intensiva fue aceptado para pasar al grado octavo en la Escuela de Música Gnesin para niños de talento diferencial, curso que terminó con honores en 1956. En 1963 fue nombrado profesor de piano y, poco después, catedrático de esa Escuela. Desde 1963 y durante cuarenta años, Aleksandr Sats estuvo comprometido con la enseñanza.
Desde 1991 Satz vivió en Austria donde fue profesor en la Universidad de Música y Bellas Artes de Graz. Desde 1999 fue profesor invitado en la Royal Academy of Music de Londres. Impartió regularmente lecciones magistrales en muchos países europeos y en Australia. Sus alumnos han ganado numerosos concursos internacionales y al menos dos de ellos – Amandine Savary, Lilya Silberstein y Borís Berezovski – son pianistas internacionalmente conocidos.
Además de sus responsabilidades académicas, Satz llevó a cabo una importante carrera concertística. Su amplio repertorio abarcaba obras de Mozart, Beethoven, Schubert, Schumann, Chopin, Brahms, los maestros de la Escuela de Viena, así como compositores rusos como Nikolái Medtner, Rajmáninov y Skriabin. Realizó giras de conciertos por muchas de las regiones de la antigua Unión Soviética, Austria, Italia, Francia, Inglaterra, Alemania, Holanda y Taiwán. Practicó la música de cámara con prestigiosos solistas como Daniel Schafran y Tanja Gridenko y participó en el Festival Gidon-Kremer de Lockenhaus (Austria) y el Festival Orlando (Holanda). Satz también impartió lecciones magistrales de música de cámara en varios países del este de Europa dentro de la European Mozart-Academy.